# Liste von Posaunenkonzerten
Die Liste Posaunenkonzerte führt eine Auswahl an Kompositionen für Posaune auf.

## A
- Kalevi Aho (* 1949)
  - Sinfonie Nr. 9 für Posaune und Orchester (Sinfonia concertante Nr. 2) (1993–94)
  - Konzert für Posaune und Orchester (2010)
- Johann Georg Albrechtsberger (1736–1809)
  - Konzert für Altposaune und Streicher B-Dur[1]
- Alexander Arutjunjan (1920–2012)
  - Concerto for Trombone and Orchestra

## B
- François Bazin (1816–1878)
  - Solo de Concert für Posaune und Streicher
- Derek Bourgeois (1941–2017)
  - Concerto for Three Trombones, Strings and Percussion op. 56 (1977)
  - Bone Idyll for Solo Trombone and Brass Band opus 69 (1980)
  - Concerto for Trombone and Orchestra op. 114 (1988)
  - Double Concerto for Trumpet, Bass Trombone & Band opus 192 (2003)
- Max Büttner (1891–1959)
  - Konzert für Posaune u. Orchester (1940)[2]

## C
- Franz Cibulka (1946–2016)
  - Konzert für Posaune und Orchester[3]
- Edgar Cosma (1925–2006)
  - Concerto für Posaune und Streichorchester

## D
- Ferdinand David (1810–1873)
  - Concertino für Posaune und Orchester op. 4 Es-Dur[4]

## E
- Anders Eliasson (1947–2013)
  - Concerto per trombone för trombon och orkester (Konzert für Posaune und Orchester), (2000)
- Benjamin Ellin
  - Gresley. Concerto for Bass Trombone and Orchestra

## F
- Juraj Filas (1955–2021)
  - Concerto “Don Chisciotte o un Autoritratto” für Posaune und Orchester

## G
- Friedrich Goldmann (1941–2009)
  - Konzert für Posaune und 3 Instrumentalgruppen (1977)[5]
- Ida Gotkovsky (* 1933)
  - Concerto pour trombone et orchestre à vent
- Friedebald Gräfe (1840–1880)
  - Concert für Posaune[6]
- Launy Grøndahl (1886–1960)
  - Concerto for Trombone og Orkester (1924)

## H
- Frigyes Hidas (1928–2007)
  - Konzert für Posaune und Orchester (1979)
  - Baroque Concerto für Altposaune und Streichorchester (1984)
- Søren Hyldgaard (1962–2018)
  - Concerto Borealis für Posaune und Orchester

## K
- Jan Koetsier (1911–2006)
  - Concertino for four trombones and strings
  - Concertino op. 91 für Posaune und Streichorchester

## L
- Jiří Laburda (1931–2025)
  - Concerto per trombone e orchestra d'archi[7]
- Lars-Erik Larsson (1908–1986)
  - Concertino op. 45 Nr. 7 für Posaune und Streichorchester
- Moritz Laßmann (* 1987)
  - Tod eines Sterns – Konzert für Bassposaune und Orchester[8]
- Rainer Lischka (* 1942)
  - Konzert für Posaune und Orchester (1988)[9]

## M
- James MacMillan (* 1959)
  - Trombone concerto[10]
- Miklós Malek (* 1945)
  - Trombone Concerto – Harsonaverseny
- Johan de Meij (* 1953)
  - T-Bone Concerto für Posaune und Blasorchester (1996)
  - UFO Concerto
  - Canticles für: Bassposaune, Klavier
- John Glenesk Mortimer (* 1951)
  - Concerto für: 2 Posaunen, Klavier
- Leopold Mozart (1719–1787)
  - Concerto per trombone alto[11]

## N
- Václav Nelhýbel (1919–1996)
  - Concerto für Bassposauner und Orchester oder Sinfonisches Blasorchester

## O
- Buxton Orr (1924–1997)
  - Concerto for Trombone and Brass Band

## R
- Eugen Reiche (1878–1946)
  - Konzert Nr. 1 in B-Dur für Posaune und Klavier
  - Konzert Nr. 2 in A-Dur für Posaune mit Orchester oder Klavierbegleitung, gewidmet dem Posaunisten P. Weschke, Königlich Preußischer Kammermusiker in Berlin[12]
- Nikolai Andrejewitsch Rimski-Korsakow (1844–1908)
  - Konzert in B-Dur für Posaune und Blasorchester (Allegro vivace – Andante cantabile – Allegro) (1877–1878)[13]
- Nino Rota (1911–1979)
  - Konzert für Posaune und Orchester C-Dur

## S
- Ernst Sachse (1813–1870)[14]
  - Concertino für Posaune und Orchester in B-Dur[15]
  - auch bearbeitet als Concertino für Bassposaune und Orchester in F-Dur[16]
- Kazimierz Serocki (1922–1981)
  - Concerto for Trombone and Orchestra
- Wilhelm Eduard Scholz (um 1807/08 – 1866)
  - Concert B-Dur für Posaune und Orchester[17][18]
- Allan Stephenson (* 1949)
  - Youth Concerto für Posaune & Streicher

## T
- Henri Tomasi (1901–1971)
  - Concerto for Trombone and Orchestra

## W
- Georg Christoph Wagenseil (1715–1777)
  - Concerto per trombone[19]
- Konrad Waßmann (* 2000)
  - Konzert für Bassposaune und Klavier